# 告别的摇滚
1995年，黑豹乐队、郑钧等当时在北京发展的摇滚乐手联合灌录的一张专辑，以纪念同年5月8日去世的著名歌星邓丽君，专辑中众乐手翻唱了10首邓丽君曾演唱过的歌曲。

## 曲目
01.在水一方　　　　　　轮回乐队（Again）

02.船歌　　　　　　　　郑钧

03.再见！我的爱人　　　一九8九（臧天朔）

04.酒醉的探戈　　　　　轮回乐队（Again）

05.爱的箴言　　　　　　黑豹乐队

06.路边的野花不要采　　一九8九（臧天朔）

07.独上西楼　　　　　　唐朝乐队成员（丁武、刘义军、赵年）

08.甜蜜蜜　　　　　　　郑钧

09.爱人　　　　　　　　黑豹乐队

10.夜色　　　　　　　　北京摇滚群星